# Alex Chiasson
Alex Chiasson, född 1 oktober 1990, är en kanadensisk professionell ishockeyforward som spelar för Detroit Red Wings i NHL.
Han har tidigare spelat för Dallas Stars, Ottawa Senators, Calgary Flames, Washington Capitals, Edmonton Oilers och Vancouver Canucks i NHL; Texas Stars och Grand Rapids Griffins i AHL; Boston University Terriers i NCAA samt Des Moines Buccaneers i USHL.
Chiasson draftades av Dallas Stars i andra rundan i 2009 års draft som 38:e spelare totalt.
Han tradades till Calgary Flames i utbyte mot Patrick Sieloff den 27 juni 2016.
Den 10 september 2018 skrev han på ett PTO-kontrakt (Professional Try Out) med Edmonton Oilers och den 3 oktober skrev han på ett ettårskontrakt med klubben.
Chiasson vann Stanley Cup med Washington Capitals för säsongen 2017–2018.

## Statistik
| 2005–2006   | Blizzard du Séminaire Saint-François | LHMAAAQ     | 13  | 1   | 1   | 2   | 16  | 2  | 1 | 1  | 2  | 0  |
| 2006–2007   | Blizzard du Séminaire Saint-François | LHMAAAQ     | 43  | 12  | 18  | 30  | 41  | 18 | 4 | 18 | 22 | 18 |
| 2007–2008   | Northwood Huskies                    |             | 45  | 35  | 46  | 81  | —   | —  | — | —  | —  | —  |
| 2008–2009   | Des Moines Buccaneers                | USHL        | 56  | 17  | 33  | 50  | 101 | —  | — | —  | —  | —  |
| 2009–2010   | Boston University Terriers           | NCAA        | 35  | 7   | 12  | 19  | 44  | —  | — | —  | —  | —  |
| 2010–2011   | Boston University Terriers           | NCAA        | 35  | 14  | 20  | 34  | 75  | —  | — | —  | —  | —  |
| 2011–2012   | Boston University Terriers           | NCAA        | 38  | 15  | 31  | 46  | 67  | —  | — | —  | —  | —  |
|             | Texas Stars                          | AHL         | 9   | 1   | 4   | 5   | 9   | —  | — | —  | —  | —  |
| 2012–2013   | Dallas Stars                         | NHL         | 7   | 6   | 1   | 7   | 0   | —  | — | —  | —  | —  |
|             | Texas Stars                          | AHL         | 57  | 13  | 22  | 35  | 43  | 7  | 2 | 1  | 3  | 4  |
| 2013–2014   | Dallas Stars                         | NHL         | 79  | 13  | 22  | 35  | 38  | 6  | 1 | 1  | 2  | 2  |
| 2014–2015   | Ottawa Senators                      | NHL         | 76  | 11  | 15  | 26  | 67  | 4  | 0 | 0  | 0  | 0  |
| 2015–2016   | Ottawa Senators                      | NHL         | 77  | 8   | 6   | 14  | 45  | —  | — | —  | —  | —  |
| 2016–2017   | Calgary Flames                       | NHL         | 81  | 12  | 12  | 24  | 46  | 4  | 0 | 0  | 0  | 2  |
| 2017–2018   | Washington Capitals                  | NHL         | 61  | 9   | 9   | 18  | 26  | 16 | 1 | 1  | 2  | 4  |
| 2018–2019   | Edmonton Oilers                      | NHL         | 73  | 22  | 16  | 38  | 32  | —  | — | —  | —  | —  |
| 2019–2020   | Edmonton Oilers                      | NHL         | 65  | 11  | 13  | 24  | 42  | 4  | 1 | 1  | 2  | 0  |
| 2020–2021   | Edmonton Oilers                      | NHL         | 45  | 9   | 7   | 16  | 33  | 3  | 1 | 0  | 1  | 0  |
| 2021–2022   | Vancouver Canucks                    | NHL         | 67  | 13  | 9   | 22  | 24  | —  | — | —  | —  | —  |
| 2022–2023   | Detroit Red Wings                    | NHL         | 20  | 6   | 3   | 9   | 6   | —  | — | —  | —  | —  |
|             | Grand Rapids Griffins                | AHL         | 29  | 9   | 11  | 20  | 14  | —  | — | —  | —  | —  |
| NHL totalt  | NHL totalt                           | NHL totalt  | 651 | 120 | 113 | 233 | 359 | 37 | 4 | 3  | 7  | 8  |
| AHL totalt  | AHL totalt                           | AHL totalt  | 95  | 23  | 37  | 60  | 66  | 7  | 2 | 1  | 3  | 4  |
| NCAA totalt | NCAA totalt                          | NCAA totalt | 108 | 36  | 63  | 99  | 186 | —  | — | —  | —  | —  |